# Mrówczan wapnia
Mrówczan wapnia, E238, Ca(HCOO)
2 – organiczny związek chemiczny z grupy mrówczanów, sól kwasu mrówkowego i wapnia.

## Właściwości
Mrówczan wapnia jest w warunkach normalnych białym ciałem stałym o lekkim zapachu. Jest rozpuszczalny w wodzie; pH jego wodnych roztworów wynosi około 8.

## Zastosowanie
Jest stosowany jako dodatek do żywności, w przemyśle chemicznym i paszowym.

## Działanie na organizm
Wysokie stężenie mrówczanu wapnia ma właściwości moczopędne.